# Territori Settentrionali della Costa d'Oro
I Territori Settentrionali della Costa d'Oro, comunemente noti come Territori Settentrionali, sono stati un protettorato britannico in Africa dal 1902 al 1957. Il protettorato era amministrato dal governatore della Costa d'Oro tramite un commissario capo residente a Gambaga. Nel nome di Sua Maestà Britannica furono conclusi numerosi trattati con i capi di Bona, Dagarti, Wa e Mamprusi a Gambaga nel 1896. In base a questi trattati, i capi concordavano di non stipularne altri con altre potenze né di cedere territori o di accettare protettorati senza il consenso di Sua Maestà Britannica. Il distretto dei Territori Settentrionali fu costituito nel 1897. I Territori Settentrionali divennero formalmente un protettorato nel 1901, in base al decreto emanato il 26 settembre 1901, e tale rimasero fino al 6 marzo 1957, giorno in cui entrarono a far parte dei domini di Sua Maestà a seguito della loro annessione, insieme agli altri territori della Costa d'Oro, nel Dominion del Ghana, come previsto dal Ghana Independence Act.